# Ecocrop
Ecocrop là một cơ sở dữ liệu về xác định sự thích hợp của cây trồng đối với một môi trường cụ thể. Cơ sở này do Tổ chức Lương thực và Nông nghiệp Liên Hợp Quốc (FAO) phát triển nhằm cung cấp thông tin dự đoán khả năng tồn tại của cây trồng ở các địa điểm và điều kiện khí hậu khác nhau. Nó cũng hoạt động như một danh mục các loài thực vật và đặc điểm sinh trưởng của thực vật.

## Lịch sử
Ecocrop lần đầu tiên xuất hiện vào năm 1991 sau khi bên xây dựng hoàn tất việc lập kế hoạch và tư vấn chuyên gia ban đầu liên quan đến việc phát triển cơ sở dữ liệu. Hệ thống này do Phòng Phát triển Đất và Nước của FAO (AGLL) phát triển và ra mắt vào năm 1992. Mục tiêu là tạo ra một công cụ có thể xác định các loài thực vật trong các môi trường và mục đích sử dụng nhất định, và đồng thời là một công cụ cung cấp hệ thống thông tin đóng góp vào khái niệm Land Use Planning (Quy hoạch sử dụng đất). Năm 1994, cơ sở dữ liệu Ecocrop đã cho phép xác định hơn 1.700 loại cây trồng và 12-20 yêu cầu về môi trường, gồm tất cả các môi trường sinh thái nông nghiệp trên thế giới. Thành công tái diễn của cơ sở dữ liệu những năm 1998-1999 chủ yếu liên quan đến việc cải tiến giao diện người dùng. Đến năm 2000, cơ sở dữ liệu chứa 2.000 loài và 10 mô tả bổ sung. Con số này sau đó tăng thêm với việc bổ sung thêm 300 loại cây trồng.

## Mô hình Ecocrop

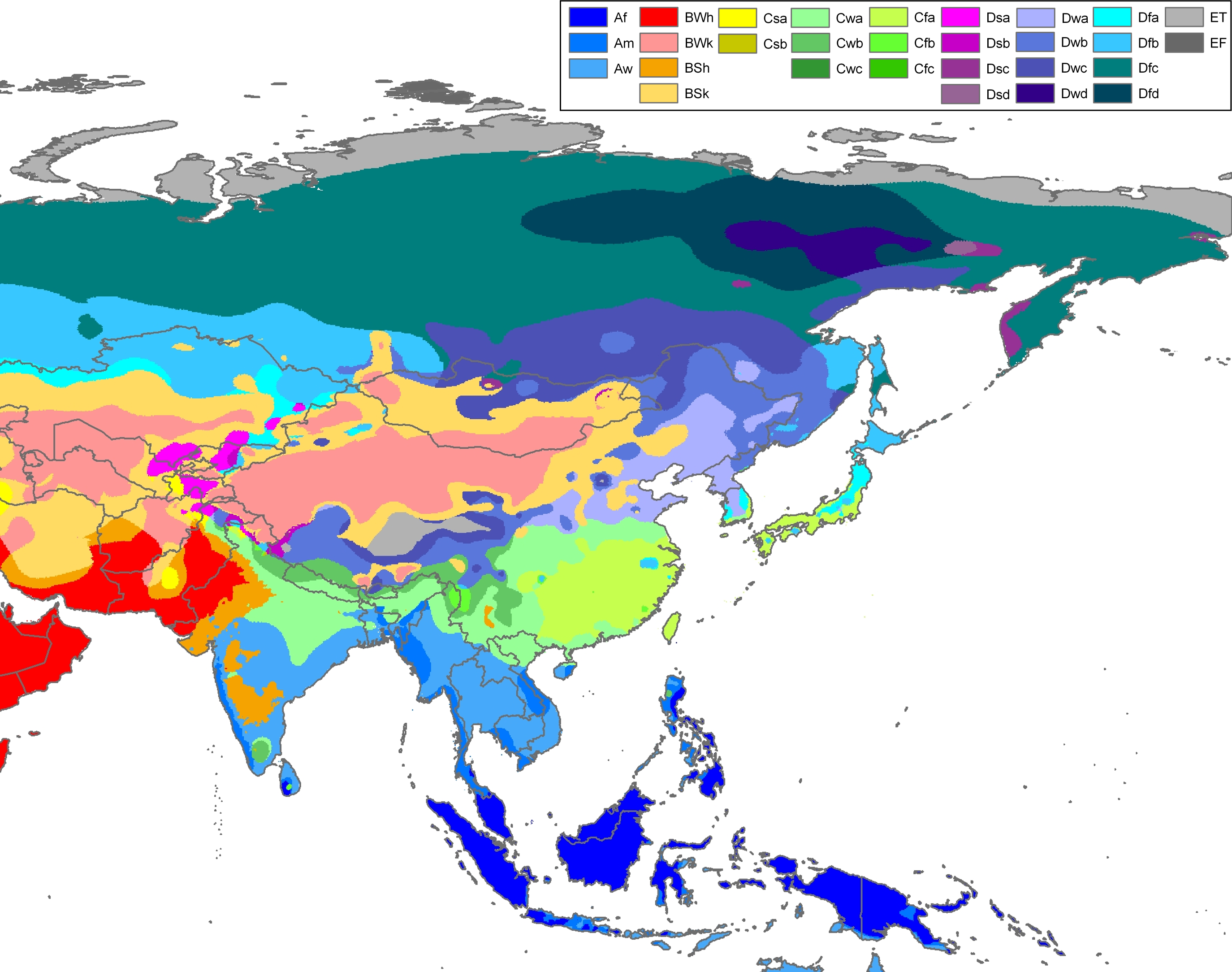
Bản đồ Köppen (châu Á)

Mô hình Ecocrop xác định sự phù hợp của cây trồng với một địa điểm bằng cách đánh giá các biến số khác nhau. Cụ thể, các bộ mô tả thực vật bao gồm chủng loại, dạng sống, thói quen sinh trưởng và tuổi thọ, trong khi các bộ mô tả môi trường bao gồm nhiệt độ, lượng mưa, cường độ ánh sáng, phân loại khí hậu Köppen, quang chu kỳ, vĩ độ, cao độ và các đặc điểm đất khác. Cơ sở dữ liệu về cây trồng đặc biệt hữu ích nếu không có lựa chọn nào khác ngoài sử dụng phạm vi môi trường. Sau khi xác định được những đầu vào này, hệ thống sẽ tính toán ra chỉ số phù hợp dưới dạng phần trăm. Điểm chỉ số phù hợp được tính từ 0 đến 1, trong đó điểm 0 biểu thị hoàn toàn không phù hợp, còn điểm 1 biểu thị mức độ phù hợp tối ưu hoặc xuất sắc. Thông tin đầu ra cũng bao gồm các giá trị phù hợp riêng biệt về nhiệt độ và lượng mưa.
Là một mô hình dự đoán, thuật toán Ecocrop mang lại dữ liệu chung hơn so với dữ liệu do các mô hình khác như DOMAIN và BIOCLIM tạo ra. Thông tin này mang tính chung chung về bản chất của các yêu cầu và được cho là do thiếu thông tin liên quan đến từng loại cây trồng cụ thể. Một hạn chế khác là kết quả chỉ phụ thuộc vào các yếu tố sinh khí hậu và loại bỏ các biến số khác như vùng đất yêu cầu, loài gây hại và dịch bệnh.
Ecocrop đánh giá hàng tháng liệu điều kiện khí hậu có phù hợp về nhiệt độ và lượng mưa trong mùa sinh trưởng hay không. Nó liên quan đến việc tính toán mức độ phù hợp về khí hậu dựa trên lượng mưa, nhiệt độ cận biên và phạm vi tối ưu.

## Các mục đích sử dụng khác
Ngoài chức năng nhận dạng thực vật, Ecocrop còn được sử dụng cho các mục đích khác. Ví dụ, nó có thể đánh giá ảnh hưởng của biến đổi khí hậu trong tương lai đến sự thích hợp của cây trồng. Nó cũng có thể được sử dụng để dự đoán năng suất cây trồng bằng cách sử dụng thông tin trong cơ sở dữ liệu về các điều kiện trồng trọt tối ưu và tuyệt đối (nhiệt độ tối thiểu, nhiệt độ tối đa, giá trị lượng mưa, các giá trị nhiệt độ xác định và lượng mưa cực trị).